# Taye Atske Selassie

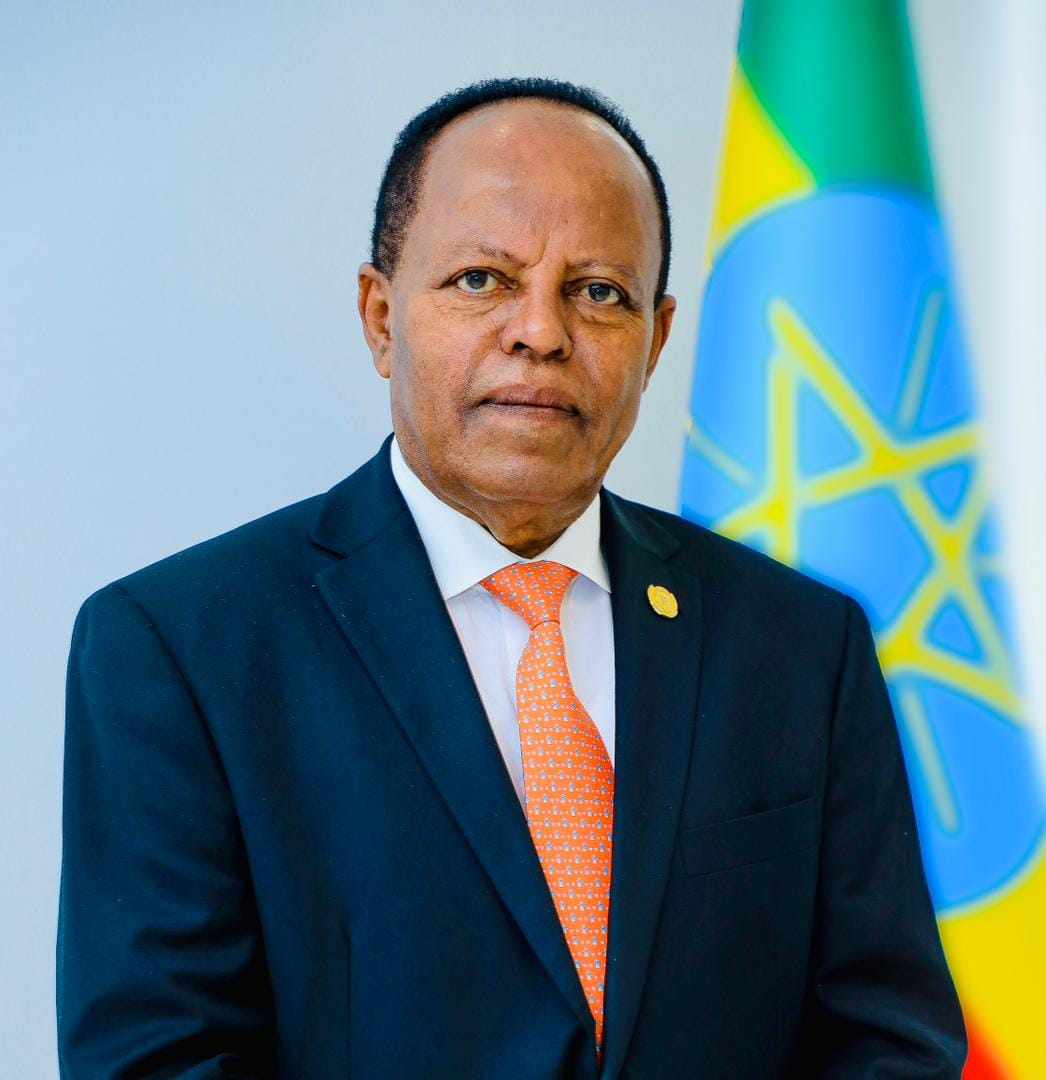
Taye Atske Selassie (2024)

Taye Atske Selassie Amde (amharisch: ታዬ አጽቀሥላሴ, * 13. Januar 1956 in Gondar, Kaiserreich Abessinien) ist ein äthiopischer Diplomat und Politiker, der seit dem 7. Oktober 2024 als sechster Präsident Äthiopiens amtiert. Vor Übernahme dieses Amtes war er Außenminister Äthiopiens, ständiger Vertreter bei den Vereinten Nationen und Botschafter in Ägypten. Er gilt als enger Verbündeter von Premierminister Abiy Ahmed.

## Laufbahn
Er erwarb seinen ersten Abschluss an der Universität Addis Abeba in Politikwissenschaft und Internationalen Beziehungen und weitere Abschlüsse an der Universität Addis Abeba und der Lancaster University im Vereinigten Königreich. Nach seinem Abschluss arbeitete er über 40 Jahre als Diplomat in verschiedenen Ländern und Funktionen im äthiopischen Außenministerium. So war er hier für Westeuropa zuständig sowie leitender Mitarbeiter an den äthiopischen Botschaften in Stockholm und Washington D.C und dem Generalkonsulat in Los Angeles. Zwischen Januar 2017 und Juli 2018 war er der Botschafter Äthiopiens in Kairo, Ägypten. Ab 2018 wurde er Äthiopiens ständiger Vertreter bei den Vereinten Nationen. Am 8. Februar 2024 trat er die Nachfolge von Demeke Mekonnen als Außenminister Äthiopiens an, nachdem dieser am 26. Januar zurückgetreten war.
Am 7. Oktober 2024 wurde er vom Parlament zum Präsidenten Äthiopiens gewählt und trat damit die Nachfolge von Sahle-Work Zewde an, die sich mit Premierminister Ahmed zerstritten hatte. Selassie kündigte nach seinem Amtsantritt an, bei den internationalen Konflikten in der Region vermitteln zu wollen und auch mitzuhelfen, die internen Konflikte im Land zu beenden und kündigte an, die Regierung sei bereit „mit allen Seiten auf friedliche Weise zu sprechen“.